# Clochard

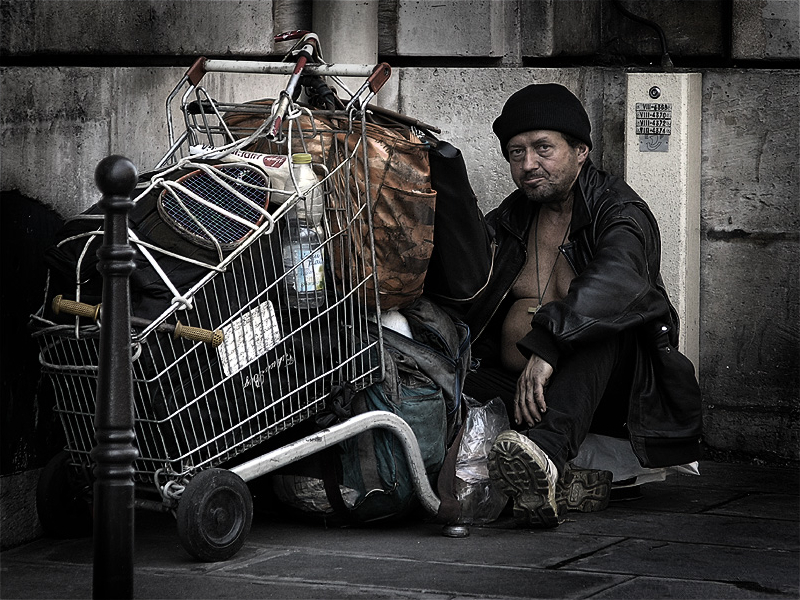
Un sans domicile fixe "clochard" à Paris en 2005.

Le clochard, vivant généralement sans-abri, est une personne sujette à une grande désocialisation, souvent victime d'une exclusion du monde du travail et confronté à un état de solitude dans lequel l'alcoolisme peut agir à la fois comme moyen de réconfort et d'autodestruction.
Aussi, le mot « clochard » a tendance à tomber en désuétude[réf. nécessaire] à cause de sa connotation péjorative.

## Origine du terme
Il existe trois hypothèses proposées quant à l'origine du mot clochard. La première, de loin la plus cohérente et la plus explicite, affirme que le verbe clocher, attesté en ancien français vers 1120 dans le Psautier d'Oxford, provient du verbe cloppicare, signifiant en latin vulgaire, « boiter, marcher en traînant la patte ». L'adjectif cloppus est le pendant populaire ou vulgaire, du latin classique claudus, de la même racine que le verbe claudire, boiter, marcher en claudiquant, les deux premiers termes signifiant « boîteux ». Le mot « clochard » et le verbe « clocharder », comportent la racine cloche et le suffixe -ard, fréquent en ancien français, puis dans le moyen-français dialectal avant de passer plus ou moins rapidement en français moderne. Ce suffixe-ci connote alors une idée d'assimilation péjorative, mais il dénotait en premier lieu une ressemblance d'objet ou de comportement, qui peut paraître plus tard erratique et vague, à ce que dénomme la racine. Mot et verbe n'apparaissent toutefois que tardivement dans la langue française écrite, à la fin du XIXe siècle. Le handicapé de la marche, l'homme blessé qui va à cloche pied (expression attestée en 1495), pris au sens figuré, porterait ainsi toutes les images peu valorisantes qui sont associées au clochard, à l'éclopé de la vie, au mendiant. 

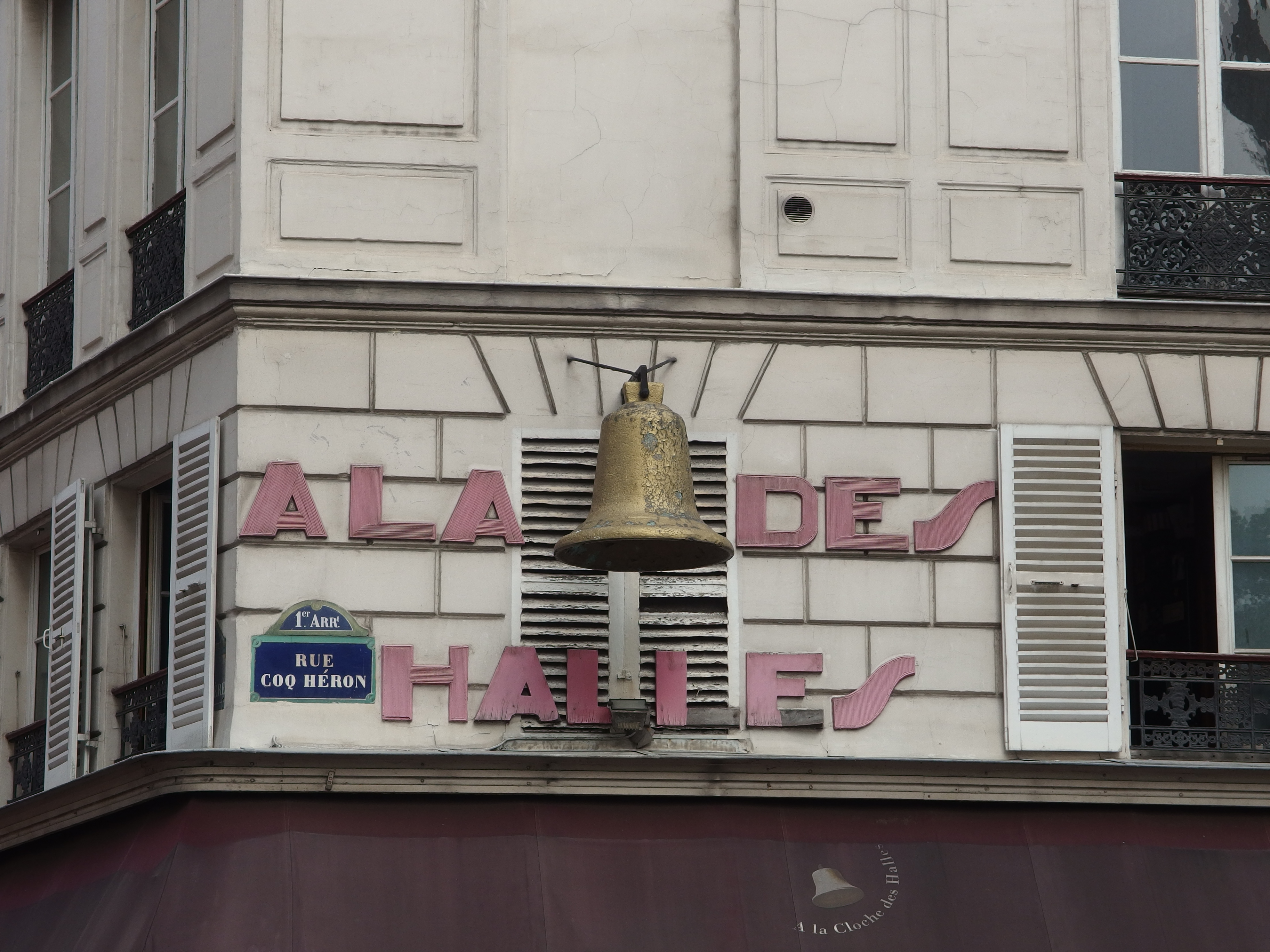
Cloche des Halles, rue Coq-Héron à Paris

La deuxième hypothèse affirme un lien avec le terme cloche, mot emprunté au latin médiéval clocca, qui est un mot gaélique introduit par les moines de rite colombanien, selon la Vita de Colomban de Luxeuil. Cette dénomination-ci est adoptée par un grand nombre de missionnaires anglo-irlandais, ainsi que l'objet et l'usage de ce signal sonore pour marquer les heures principales, à l'origine de prière et de culte, puis d'assemblées ou de réunions diverses . Par exemple, le terme clochard se référerait aux cloches annonçant la fin des marchés des Halles à Paris et l'autorisation de récupérer les invendus. L'origine du mot « clochard » pourrait également remonter au temps où l'on faisait appel aux mendiants pour sonner les cloches des églises, moyennant ainsi une rémunération.
Une troisième hypothèse racontée par Benjamin Mouton, architecte en chef des Monuments historiques, serait qu’au XIIIe siècle, les grosses cloches de la nouvelle cathédrale Notre-Dame de Paris, ne pouvant être manœuvrées à l’aide d’une corde contrairement aux plus petites, étaient munies d’un pédalier posé de part et d’autre du mouton (grosse pièce en bois sur laquelle était fixée la cloche). Huit personnes (quatre de chaque côté) appuyaient à tour de rôle sur ce pédalier, tout en s’accrochant à une poutre fixée au-dessus d’eux, permettant ainsi le balancement de la cloche. Ces hommes de bonne volonté, sans domicile fixe, recevaient ensuite un bon repas et un verre de vin avant de repartir vivre dans les rues de Paris. Ils étaient surnommés les « clochards ».
« La Cloche » désigne dans un français populaire, issu de l'argot urbain, et seulement écrit après 1890, l'ensemble des clochards et des mendiants infirmes. Ils bénéficient d'une meilleure image que le vagabond du XIXe siècle, le cliché du clochard ayant choisi ce type de liberté perdurant.
Les mots clochardisation et déclochardisation sont plus récents : ils n'apparaissent que dans les années 1960.